# 8 شوال
- السبت
- الأحد
- الاثنين
- الثلاثاء
- الأربعاء
- الخميس
- الجمعة

- 2929 مارس 2025
- 130 مارس 2025
- 231 مارس 2025
- 31 أبريل 2025
- 42 أبريل 2025
- 53 أبريل 2025
- 64 أبريل 2025
- 75 أبريل 2025
- 86 أبريل 2025
- 97 أبريل 2025
- 108 أبريل 2025
- 119 أبريل 2025
- 1210 أبريل 2025
- 1311 أبريل 2025
- 1412 أبريل 2025
- 1513 أبريل 2025
- 1614 أبريل 2025
- 1715 أبريل 2025
- 1816 أبريل 2025
- 1917 أبريل 2025
- 2018 أبريل 2025
- 2119 أبريل 2025
- 2220 أبريل 2025
- 2321 أبريل 2025
- 2422 أبريل 2025
- 2523 أبريل 2025
- 2624 أبريل 2025
- 2725 أبريل 2025
- 2826 أبريل 2025
- 2927 أبريل 2025
- 3028 أبريل 2025
- 129 أبريل 2025
- 230 أبريل 2025
- 31 مايو 2025
- 42 مايو 2025

8 شوَّال أو 8 شوَّال المُکَرَّم أو 8 شوَّال المكرَّمة أو يوم 8 \ 10 (اليوم الثامن من الشهر العاشر) هو اليوم الرابع والسبعون بعد المائتين (274) من أيَّام السنة (أو الخامس والسبعون بعد المائتين لو كان شهر شعبان مُتممًا لليوم الثلاثين أو السادس والسبعون بعد المائتين لو أتم كلاً من صفر وربيع الآخر وجمادى الآخرة وشعبان ثلاثين يوماً) وفق التقويم الهجري القمري (العربي). يبقى بعده 80 أو 81 يومًا لانتهاء السنة.

## أحداث
- 3 هـ - خروج النبي محمد مع أصحابه بعد عودتهم من غزوة أحد إلى حمراء الأسد.
- 829 هـ - جيش المسلمين يرجع إلى القاهرة بعد نجاحه في غزو وافتتاح قبرص التي كانت معقل بقايا الصليبيين، ومعهم 3700 أسير صليبي من بينهم الملك الإفرنجي القبرصي جانوس وأمراؤه.
- 1321 هـ - افتتاح «متحف الفن الإسلامي» في مصر، وكان هذا المتحف يسمى في السابق «دار الآثار العربية»، ثم تحوّل اسمه إلى «المتحف الإسلامي»، ويضم 102 ألف قطعة أثرية.
- 1344 هـ - الحكومة السعودية التليدة تهدم القباب والمقامات المقامة على قبور الصحابة والأولياء والأئمة والتابعين في مقبرة البقيع، للحيلولة دون جعلها أماكن للتبرك، اقتداءً ببعض الأحاديث النبوية التي تحرم التبرك بالقبور.
- 1348 هـ - مهاتما غاندي يبدأ العصيان المدني وذلك لإجبار المملكة المتحدة على منح الاستقلال للهند.
- 1375 هـ - قوات خاصة تابعة لجيش التحرير الوطني بقيادة علي خوجة تقوم بتنفيذ كمين ناجح أودى بحياة واحد وعشرين عسكريًا فرنسيًا وذلك في منطقة الأخضرية.
- 1377 هـ - الأحزاب الكبرى في الجزائر وتونس والمغرب تعقد اجتماعًا في مدينة طنجة المغربية لدعم نضال الشعب الجزائري للحصول على الاستقلال.
- 1379 هـ - السنغال تعلن استقلالها عن فرنسا.
- 1384 هـ - افتتاح جامعة الملك فهد للبترول والمعادن.
- 1388 هـ - قوة كوماندوس إسرائيلية تشن هجومًا على مطار بيروت الدولي وتدمر أسطولًا مكونًا من 13 طائرة مدنية تابعة لمختلف شركات النقل اللبنانية العاملة آنذاك، وقد جاءت هذه العملية ردًا على هجوم قام به عنصران تابعان للجبهة الشعبية لتحرير فلسطين ضد طائرة إل عال الإسرائيلية في مطار أثينا الدولي.
- 1419 هـ - ملك الأردن الحسين بن طلال يعزل أخاه الأمير الحسن من ولاية العهد، ويعين نجله الأكبر الأمير عبد الله خلفًا له.
- 1420 هـ -
  - وفد إسباني كبير مؤلف من نحو 115 شخصية سياسية وبرلمانية ونقابية وإعلامية يصل إلى بغداد لإحياء فعاليات ثقافية وفنية تضامنًا مع الشعب العراقي المحاصر.
  - اتحاد الكتاب العرب يعلن اختياره لأفضل مائة رواية عربية في القرن العشرين الميلادي.
- 1423 هـ - وزير الخارجية الأمريكي كولن باول يعلن عن مبادرة أمريكية تسمى «مبادرة الشراكة بين الولايات المتحدة والشرق الأوسط»، تهدف - حسب زعمه - إلى تعزيز الديمقراطية والتعليم ودور المجتمع المدني في العالم العربي، وتؤازر حقوق المرأة ومساعدة القطاعين العام والخاص في العالم العربي. وقد جاءت المبادرة بعد الهجمات على مركز التجارة العالمي في نيويورك.
- 1426 هـ - تفجيرات إرهابية تهز فنادق في العاصمة الأردنية عمّان.
- 1428 هـ - استقالة علي لاريجاني من منصبه ككبير المفاوضين الإيرانيين حول برنامج إيران النووي، ومن رئاسة مجلس الأمن الوطني الأعلى كذلك.
- 1430 هـ - اشتباكات في الحرم القدسي بين فلسطينيون ومجموعة من اليهود وذلك بعد قيام عدد منهم بزيارة لمنطقة الحرم، والشرطة الإسرائيلية تطلق قنابل صوتية لتفريق المحتجين على الزيارة.
- 1431 هـ - اغتيال السياسي الباكستاني عمران فاروق في لندن، الأمر الذي أسفر عن قيام مظاهرات غاضبة وأعمال شغب في كراتشي استنكارًا لما حصل.
- 1434 هـ - مئات القتلى وآلاف الجرحى إثر قيام الشرطة المصرية بفض اعتصامي رابعة العدوية والنهضة المؤيدة للرئيس محمد مرسي بالقاهرة والجيزة، وإعلان حالة الطوارئ وحظر التجوال في مصر.
- 1437 هـ - وكالة أعماق التابعة لتنظيم الدولة الإسلامية تعلن مقتل الرجل الثاني في التنظيم وقائد القُوَّات المُسلَّحة فيه أبو عمر الشيشاني.

## مواليد
- 684 هـ - فرناندو الرابع، ملك مملكة قشتالة.
- 1312 هـ - أحمد زكي عاكف، كيميائي ومؤسس أكاديمية البحث العلمي والتكنولوجيا في مصر.
- 1354 هـ - حمد المزيني، ممثل سعودي.
- 1364 هـ - مقرن بن عبد العزيز آل سعود، مستشار ملك السعودية ومبعوثه الخاص.
- 1372 هـ - سلوم حداد، ممثل سوري.
- 1391 هـ -
  - عمرو سعد، ممثل مصري.
  - علا غانم، ممثلة مصرية.
- 1393 هـ - فضيلة المبشر، ممثلة بحرينية.
- 1397 هـ - باسم فغالي، مونولوجست لبناني.

## وفيات
- 372 هـ - عضد الدولة الحسن بن بويه، ثالث سلاطين بني بويه، وأول من تولى منهم على فارس والعراق معًا.
- 568 هـ - الحسن بن صافي بردون التركي، عالم نحوي.
- 1326 هـ - عبد الحكيم الأفغاني، عالم مسلم ومتصوف أفغان.
- 1393 هـ - محمد أمين الصافي، فقيه مسلم وشاعر عراقي.
- 1345 هـ - محمد بك الخضري، باحث وخطيب وفقيه أصولي ومؤرخ مصري.
- 1382 هـ - أحمد لطفي السيد، مفكر وفيلسوف وسياسي مصري.
- 1419 هـ - أحمد أبو سعد، لغوي وعالِم أدبي وشاعر لبناني.
- 1422 هـ - حمود يوسف النصف، سياسي كويتي.
- 1427 هـ - فهد بن سعود بن عبد العزيز آل سعود، وزير الدفاع والطيران والمفتش العام في السعودية.
- 1432 هـ - إبراهيم السلقيني، رجل دين سوري.
- 1433 هـ - صبحي الرفاعي، ممثل سوري.
- 1437 هـ - أبو عمر الشيشاني، قيادي في تنظيم داعش
- 1442 هـ - سمير غانم، ممثل مصري.

## وصلات خارجية
- موقع قصة الإسلام: حدث في شهر شوَّال.